# Nueva historia
La Nueva Historia, Nouvelle Histoire en el original en francés, es la corriente historiográfica puesta en marcha por Jacques Le Goff y Pierre Nora, correspondiente a la tercera generación, aparecida en los años 1970, de la Escuela de los Annales francesa.
La nueva historia es sobre todo la historia de las mentalidades que trata de establecer una historia serial de las mentalidades, es decir, de las representaciones colectivas y de las estructuras mentales de las sociedades. En función de la pregunta planteada, el historiador-analista se esfuerza por proponer interpretaciones racionales de los datos que le ha proporcionado el corpus documental de su investigación.
Estos historiadores acometieron la tarea del análisis global de conjuntos muy vastos, coherentes en su organización social y económica y cubiertos por un sistema de representaciones homogéneo. 
El campo de la historia se agranda, y la disciplina aumenta su interés por los fenómenos de la larga duración. Paralelamente, la nueva historia se relaciona con la antropología histórica.
Este tipo de escribir la historia sigue en la línea de la historia total de Fernand Braudel, alejándose de la historiografía decimonónica centrada en los grandes hombres, en la espuma de la ola, para interesarse por el estudio de la gran mayoría de la población de las sociedades históricas, las corrientes marinas profundas.